# Willibald Alexis

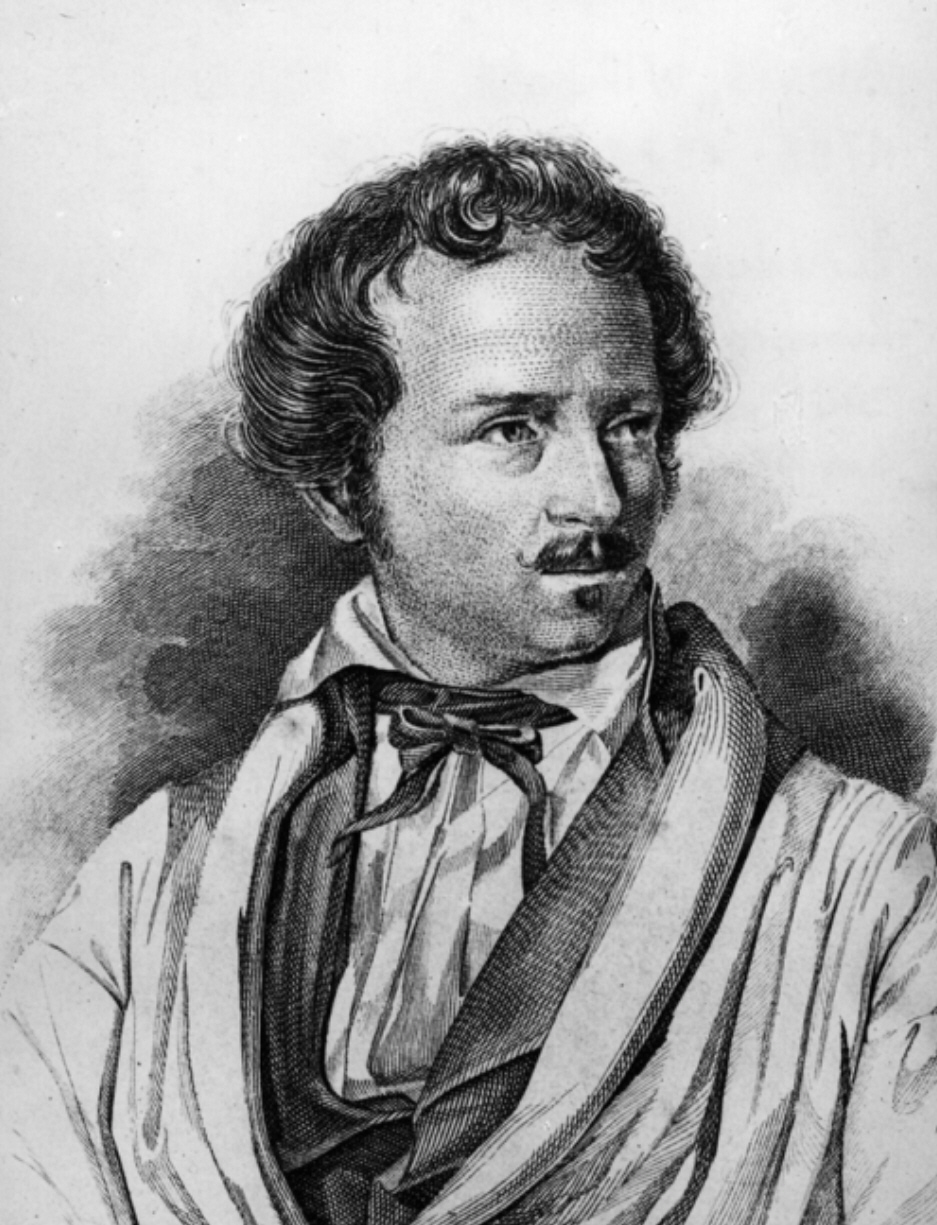
Willibald Alexis, um 1840

Willibald Alexis, eigentlich Georg Wilhelm Heinrich Häring (* 29. Juni 1798 in Breslau; † 16. Dezember 1871 in Arnstadt) war ein deutscher Schriftsteller, der als Begründer des realistischen historischen Romans in der deutschen Literatur gilt.

## Leben

### Jugend
Alexis entstammte einer hugenottischen Familie namens Harenc aus der Bretagne. Den Künstlernamen Willibald Alexis nahm er später an, um Witze über seinen Namen Häring zu vermeiden (allec ist die lateinische Übersetzung von Hering). Der Vater, ein Kanzleidirektor, starb schon 1802. Als Kind erlebte Alexis die Belagerung Breslaus mit. Nachdem die Stadt 1806 von den Franzosen eingenommen worden war (Schilderung der Eindrücke in Penelope), siedelte Alexis mit seiner Mutter Henriette Juliane Louise Charlotte, geborene Rellstab, nach Berlin über.
14 Jahre lang lebten beide bei den Verwandten der Mutter. Der Junge besuchte zuerst die Messowsche Privatschule und dann das Friedrichwerdersche Gymnasium. Kämpfe der Kosaken gegen die in Berlin liegenden Franzosen Anfang März 1813 begeisterten den Gymnasiasten. 1815 nahm Alexis als Freiwilliger an den Befreiungskriegen teil; als Mitglied des Regiments Kolberg belagerte er einige Ardennen-Festungen (Schilderung in der Novelle Iblou und dem kritischen Bericht Als Kriegsfreiwilliger nach Frankreich).

### Studium, Jurist, Schriftsteller

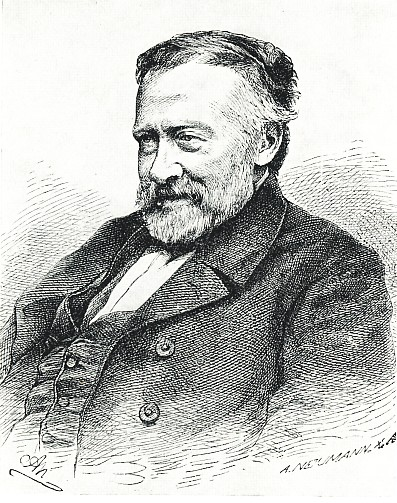
Willibald Alexis; Holzschnitt von A. Neumann, 1872

Ab 1817 studierte Alexis in Berlin und Breslau bei Friedrich Carl von Savigny und Friedrich von Raumer Rechtswissenschaft und Geschichte. Während seines Studiums wurde er 1818 Mitglied der Alten Berliner und Breslauer Burschenschaft. Er wurde 1820 Referendar am Kriminalsenat des Kammergerichts, dort lernte er E. T. A. Hoffmanns Freund Julius Eduard Hitzig kennen, der ihn wiederum mit Friedrich de la Motte Fouqué bekannt machte. Nach dem Erfolg seines ersten Romans (1824) beendete Alexis die Beamtenlaufbahn.
Von 1827 an lebte er in Berlin und leitete die Redaktion des Berliner Konversationsblattes, das 1830 mit dem Freimüthigen vereinigt wurde; 1835 legte er die Redaktionsleitung aus Protest gegen die zunehmende Zensur nieder. Er lebte nun erfolgreich in Berlin als freier Schriftsteller und Feuilletonist verschiedener Zeitungen, seinen ersten Roman gab der stark von Walter Scott und dessen Roman Ivanhoe (1820) beeinflusste Alexis als Übersetzung eines Scottschen Romans aus. Ab 1842 veröffentlichte Alexis zusammen mit Hitzig den Neuen Pitaval, eine spektakulär erfolgreiche Sammlung von Kriminalfällen.

### Rastlose Tätigkeit
Alexis schrieb in den folgenden Jahren Roman nach Roman, meist mit großem Erfolg, war aber auch auf anderen Gebieten tätig: Er gründete mehrere Lesegesellschaften, leitete Buchhandlungen, kaufte und verkaufte Häuser, war Theaterkritiker bei der Vossischen Zeitung und reiste unter anderem durch Frankreich, Skandinavien und Ostpreußen. Er wird auch als Gründer Heringsdorfs genannt, so dass in diesem Ortsnamen sein wirklicher Name Häring weiterlebt. Durch sein Mitwirken in der literarischen Neuen Mittwochsgesellschaft knüpfte er Verbindungen unter anderem zu Joseph von Eichendorff, Karl Immermann und Wilhelm Hauff. Nach seiner Heirat mit der englischstämmigen Laetitia Perceval wurde sein Haus zu einem Treffpunkt des literarischen Berlin; zu Gast war neben anderen Ludwig Tieck.
Im Vormärz dem preußischen Liberalismus zugerechnet, bekam er wegen seines beharrlichen Festhaltens an den Ideen der Revolution im Nachmärz den Ruf eines roten Republikaners. Zusammen mit seiner persönlichen Enttäuschung über den Ausgang der Revolution von 1848 bewogen ihn die ständigen Angriffe Berlin zu verlassen. Nach einem längeren Aufenthalt in Rom (1847–1848) zog er sich 1853 nach Arnstadt zurück.

### Krankheit und Alter
1856 erlitt Alexis einen ersten Schlaganfall, 1860 folgte ein zweiter. Das Gedächtnis des Autors war irreparabel geschädigt, eine Fortsetzung der literarischen Arbeit unmöglich, der einst vermögende Schriftsteller auf die Unterstützung der Deutschen Schillerstiftung angewiesen. 1867 erhielt der gelähmte, erblindete und zunehmend demente Autor noch den Hohenzollernschen Hausorden. Theodor Fontane schilderte den alten, kranken Alexis so:

„Wer damals, um die Sommerzeit, nach Arnstadt kam und an stillen Nachmittagen unter den Bäumen des Parks spazieren ging, der begegnete einem Wägelchen, drin ein Kranker langsam auf und ab gefahren wurde: ein alter Herr, das Haupt entblößt und auf die Seite geneigt, das Gesicht interessant, trotz aller Zeichen des Verfalls. Dieser Kranke war Willibald Alexis. Manches Auge ist teilnahmvoll diesem stillen Gefährt gefolgt.“

Willibald Alexis ist auf dem Alten Friedhof Arnstadt beigesetzt.
Das brandenburgische Dorf Lehnin setzte Alexis 1914 in der Nähe der Oberförsterei ein Denkmal in Form einer Pyramide aus Findlingen. Dieses Denkmal ist Ausgangspunkt für den Willibald-Alexis-Weg, der seit 2003 zu Stellen im Lehniner Wald- und Seengebiet führt, die Alexis in seinen Werken beschrieben hat.
An den Schriftsteller erinnern im Berliner Ortsteil Kreuzberg sowie in Brandenburg an der Havel die Willibald-Alexis-Straße und in München das Alexisquartier.
Willibald Alexis und der Berliner Schriftsteller und Musikkritiker Ludwig Rellstab waren Vettern, Alexis’ Mutter Juliane Louise Charlotte Rellstab eine Schwester von Ludwig Rellstabs Vater.

## Werk

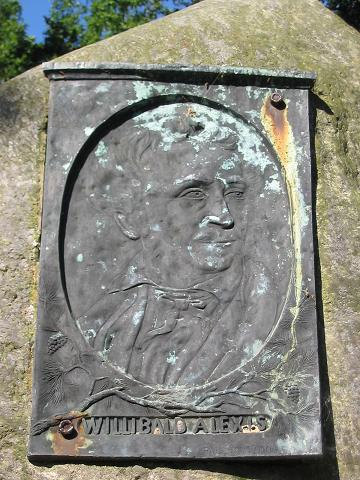
Denkmal in Lehnin

Willibald Alexis gilt als Begründer des historischen Realismus in der deutschen Literatur. Erst nach seinem Tod wagte sich auch Theodor Fontane an einen historischen Roman.
Alexis begann seine literarische Laufbahn mit Kritiken in den Wiener Jahrbüchern der Literatur und der Zeitschrift Hermes. Themen seiner Feuilletons waren u. a. Sir Walter Scott, Lord Byron, Heinrich Heine und Immermann. Sein erstes eigenes fiktionales Werk war 1820 das satirisch-idyllische Epos Die Treibjagd. Folge einer Wette und seiner Scott-Verehrung war der Roman Walladmor (1824), der vielfach übersetzt wurde und allgemein als ein Originalwerk Scotts in Übersetzung galt (wie von Alexis beabsichtigt), genau wie der zweite Roman Schloss Avalon (1827). Der Folgeroman hatte allerdings bei weitem nicht den Erfolg von Walladmor.
Neben diesen größeren Werken schrieb Alexis eine Reihe von Novellen nach dem Tieckschen Modell (4 Bände 1830–1831, Neue Novellen, 2 Bände, 1836). Zeitweilig von der jungdeutschen Bewegung begeistert, veröffentlichte er Werke in ihrem Sinne: die Romane Das Haus Düsterweg (1835) und Zwölf Nächte (1838). Vorher bereits, 1832, hatte er mit Cabanis die Reihe seiner sogenannten Vaterländischen Romane eröffnet, eine seiner besten Leistungen, in denen er seinem Vorbilde W. Scott völlig gleichkommt.
In den Vaterländischen Romanen behandelte Alexis nach und nach die wichtigsten Abschnitte der brandenburgisch-preußischen Geschichte vom 14. Jahrhundert bis zur Hälfte des 19. Jahrhunderts in großer Ausführlichkeit, akribischer Genauigkeit in der Detailschilderung, ständeüberschreitend und eindeutig patriotisch. Neben Cabanis gehören zu dieser Reihe: Der Roland von Berlin (1840), Der falsche Woldemar (1842), Die Hosen des Herrn von Bredow (1846), Ruhe ist die erste Bürgerpflicht (1852), Isegrim (1854) und Dorothee (1856).
Neben den Romanen verfasste Alexis zahlreiche kleinere Erzählungen und Geschichten, Gedichte und Balladen, Reiseschilderungen und biographische Abrisse (etwa über William Shakespeare und Anton Reiser) und gab mit Hitzig ab 1842 den Neuen Pitaval heraus, eine Sammlung von authentischen Kriminalgeschichten, wobei die Autoren ihren Schwerpunkt auf die Psychologie der Verbrecher legten und durch spannungsgeladene Darstellung unterhalten wollten. Einige von Alexis’ Gedichten wurden von Carl Loewe und Johannes Brahms vertont. Wenig Erfolg hatte Alexis mit dramatischen Versuchen. Seine gesammelten Werke erschienen 1874 in 20 Bänden.

## Zitat
„Was soll ich nicht alles gewesen sein, weil ich nicht gerade das sein wollte, was Diese und Jene von mir wollten! Da einer historischen, da einer ironischen Schule zugeschworen, da auf Schritt und Tritt leibeigen und hörig unter Walter Scott; da ein Zögling Tieck’s, auf dessen Worte schwörend! Für servil galt ich dem Einen, während mich die Andern als revolutionair zur Untersuchung ziehen wollten; für zu vornehm auftretend Diesem, Jenem machte ich mich nicht rar genug. […] Für das Preußenthum sollte ich fanatisiert sein; Andere wandten mir den Rücken, weil ich es nicht sei, weil es gewagt, seine Momente heiligsten Aufschwungs mit nüchternen Farben der Wirklichkeit zu malen.“

## Werke

### Erzählende Literatur
- Die Treibjagd. Epos. 1820
- Walladmor. Frei nach dem Englischen des Walter Scott. Roman. Herbig, Berlin 1824
- Die Geächteten. Novelle. Duncker und Humblot, Berlin 1825
- Schloß Avalon. Frei nach dem Englischen des Walter Scott vom Uebersetzer des Walladmor. 3 Bände. Roman. Brockhaus, Leipzig, 1827
- Cabanis. Vaterländischer Roman in 6 Büchern. Fincke, Berlin 1832 (Ausgabe 1912:  Digitalisat der ZLB:)
- Das Haus Düsterweg. Eine Geschichte aus der Gegenwart. Roman. Leipzig 1835
- Penelope. (Teilautorenschaft) 1837
- Herr von Sacken. 1837. Novelle, in: Deutsches Taschenbuch auf das Jahr 1837, S. 211–314
  - In: Deutscher Novellenschatz. Hrsg. von Paul Heyse und Hermann Kurz. Band 10. 2. Auflage. Berlin, [1910], S. 95–202. In: Thomas Weitin (Hrsg.): Volldigitalisiertes Korpus. Der Deutsche Novellenschatz. Darmstadt/Konstanz, 2016. (Digitalisat und Volltext im Deutschen Textarchiv)
- Zwölf Nächte. Roman. 1838. (6 Bücher in 3 Bden. Digitalisat der Bayerischen Staatsbibliothek)
- Der Roland von Berlin. Vaterländischer Roman. 1840 (4. Auflage: 1881; zlb.de).
- Der falsche Woldemar. Vaterländischer Roman. 1842
- Urban Grandier oder die Besessenen von Loudun. Roman. 1843
- Die Hosen des Herrn von Bredow. Vaterländischer Roman. Adolf, Berlin 1846. zeno.org
- Der Werwolf. Vaterländischer Roman. 1848
- Der Zauberer Virgilius. Ein Märchen aus der Gegenwart. Adolf, Berlin 1851
- Ruhe ist die erste Bürgerpflicht oder Vor 50 Jahren. Vaterländischer Roman aus der Zeit der Erniedrigung Preußens. Barthol, Berlin 1852 (Band 1, Band 2, Band 3, Band 4, Band 5 jeweils als Digitalisat und Volltext im Deutschen Textarchiv)
- Isegrimm. Vaterländischer Roman aus der Zeit der Not und Befreiung. Barthol, Berlin 1854
- Dorothee. Ein Roman aus der Brandenburgischen Geschichte. 1856
- Ja in Neapel. Novelle. Janke, Berlin 1860

### Zeit- und Reisebeschreibungen
- Als Kriegsfreiwilliger nach Frankreich 1815. Blätter aus meinen Erinnerungen. 1815
- Herbstreise durch Scandinavien. 2 Bände. Berlin 1828
- Wiener Bilder. Brockhaus, Leipzig 1833
- Schattenrisse aus Süddeutschland. Leipzig 1834
- Der neue Pitaval. Eine Sammlung der interessantesten Criminalgeschichten aller Länder aus älterer und neuerer Zeit. Zusammen mit Julius Eduard Hitzig. 60 Bände. Brockhaus, Leipzig 1842–1890.
- Arnstadt. Ein Bild aus Thüringen. 1851

### Sammlungen
- Willibald Alexis gesammelte Novellen. 4 Bände. Duncker und Humblot, Berlin 1830–1831
- Neue Novellen. 2 Bände. 1836
- Gesammelte Werke. 20 Bände. 1874
- Vaterländische Romane. 8 Bände. 1881 und 1884
- Eine Jugend in Preußen. Erinnerungen. Rütten & Löning, Berlin 1991.

## Verfilmungen
- 1973 – Die Hosen des Ritters von Bredow, Regie: Konrad Petzold